# 水野えりな
水野 えりな（みずの えりな、1986年3月24日 - ）は、日本の女優。静岡県出身。

## 出演

### テレビドラマ
- 日本テレビ「家庭教師のトラコ」

### 映画
- 抱きしめたい-真実の物語-（2014 年公開）社会人バスケットチームメンバー妻役
- MONSTAERZ （2014 年公開）看護婦役
- 融解セヨ思考（2022 年公開予定） ヒロイン役